# Ingeborg Friberg
Astrid Nina Ingeborg Friberg, född 7 september 1896 i Hemmesjö med Tegnaby församling i Kronobergs län, död där 17 september 1980, var en svensk politiker aktiv i Centerpartiet.
Hon var viceordförande 1933–1934 och ordförande för Svenska Landsbygdens Kvinnoförbund 1934–1938.